# マンハッタン・ジャズ・クインテット
マンハッタン・ジャズ・クインテット（Manhattan Jazz Quintet）は、アメリカ合衆国のジャズ・バンド。デヴィッド・マシューズ（ピアノ）を中心に結成され、1984年にデビュー。元々は『スイングジャーナル』誌とキングレコードの発案によるプロジェクトで、その後も日本向けの活動を中心としている。

## 来歴
1984年、デビュー作『マンハッタン・ジャズ・クインテット』発表。日本で大ヒットし、現在までに累計20万枚を売り上げた。当時のメンバーはデヴィッド・マシューズ（ピアノ）、ルー・ソロフ（トランペット）、ジョージ・ヤング（テナー・サックス）、チャーネット・モフェット（ベース）、スティーヴ・ガッド（ドラム）。
3作目『マイ・ファニー・バレンタイン』（1986年）より、ベーシストがエディ・ゴメス（元ビル・エヴァンス・トリオ）に交替。この頃、日本映画『ベッドタイムアイズ』の音楽を担当した。
1988年にはエディとスティーヴが脱退し、チック・コリアのリズム隊を務めていたジョン・パティトゥッチ（ベース）とデイヴ・ウェックル（ドラム）が加入。しかし、翌年にはジョンとデイヴがチック・コリアとの活動で多忙になったため脱退し、初代ベーシストのチャーネット・モフェットが復帰。ドラマーの方はスティーヴ・ガッドの復帰、ピーター・アースキンの一時的な参加を経てビクター・ルイスが加入。1980年代末期にはキングレコードを離れる。
1998年には、日野皓正との共演盤『ラウンド・ミッドナイト』を発表。
2003年、テナー・サックス奏者がジョージ・ヤングからアンディ・スニッツァーに交替。
日本向けに結成されただけに、何度も来日しており、『ライブ・アット・ピット・イン』『マイ・フェイバリット・シングス』は東京公演を、『テイク・ファイヴ』は大阪公演を収録したライブ・アルバム。
なおバンドの略称はモダン・ジャズ・カルテットと同じMJQで、マンハッタン・ジャズ・クインテットの人気が高い日本では混乱を招いたこともある（他国ではMJQといえばモダン・ジャズ・カルテットを指すことがほとんど）。

## ディスコグラフィ
1980年代
- マンハッタン・ジャズ・クインテット - Manhattan Jazz Quintet（1984年）
- 枯葉 - Autumn Leaves（1985年）
- マイ・ファニー・バレンタイン - My Funny Valentine（1986年）
- ライブ・アット・ピット・イン - Live At Pit Inn（1986年）
- ザ・サイドワインダー - The Sidewinder（1986年）
- マイ・フェイバリット・シングス - My Favorite Things: Live In Tokyo（1987年）
- プレイズ・ブルーノート - Plays Blue Note（1988年）
- キャラバン - Caravan（1988年）
- フェイス・トゥ・フェイス - Face to Face（1988年）
- ベスト - The Best of Manhattan Jazz Quintet（1988年）

1990年代
- マンハッタン・ブルース - Manhattan Blues（1990年）
- ファンキー・ストラット - Funky Strut（1991年）
- マンテカ - Manteca（1992年）
- オータム・イン・ニューヨーク - Autumn In New York（1993年）
- アランフェス協奏曲 - Concierto De Aranjuez（1994年）
- ベスト・オブ・ベスト - Best of Best（1994年）
- モリタート - Moritat（1995年）
- オリジナル・ヴォイス - The Original Voice（1995年）
- フェスタ - La Fiesta（1997年）
- G線上のアリア - Air on the G String（1997年）
- ラウンド・ミッドナイト - Round Midnight（1998年）（日野皓正との連名）

2000年代
- ティーン・タウン - Teen Town（2000年）
- アイ・ゴット・リズム - I Got Rhythm（2001年）
- テイク・ファイヴ - Take Five: Live At The Symphony Hall with Century Orchestra Osaka（2001年）
- ブルー・ボッサ - Blue Bossa（2003年）
- A列車で行こう - Take The A Train（2004年）
- カム・トゥゲザー - Come Together（2005年）
- いつか王子様が - Someday My Prince Will Come（2007年）
- クロース・トゥ・バカラック - Close To Bacharach (2007年)（平賀マリカがヴォーカルで参加）
- ヴイ・エス・オー・ピー - V.S.O.P: Very Special Onetime Performance (2008年)（元メンバーであるエディ・ゴメスおよびスティーブ・ガッドが特別参加）
- ベスト･オブ･ベスト - Best 0f Best (2008年)
- 25 トリビュート･トゥ･アートブレイキー - 25 -Tribute To Art Blakey- (2009年)